# 小星重治
小星 重治（こぼし しげはる、1944年4月25日 - ）は、日本の現像技術者、経営者。

## 略歴
1944年、相模原市緑区に生まれ、1962年に神奈川県立相原高等学校工業化学科を卒業後は小西六写真工業で技術部に配属された。
小西六写真工業在籍中には、顔写真付きIDカード、水洗処理不要を実現し時短と資源節約に寄与する写真現像技術をはじめ、様々な技術を開発した。これらの技術的発明により、1995年には全国発明表彰、科学技術庁長官賞を受賞、1999年には紫綬褒章を受章している。
2006年にコニカミノルタ株式会社の特別顧問を退任後、画像管理ソフト開発を行う企業としてホットアルバムコム株式会社を設立した。
2011年、中性重炭酸イオン入浴剤を取り扱う株式会社ホットアルバム炭酸泉タブレットを設立し、入浴錠剤「Hot Tab」を製造販売する。
2015年に株式会社長湯ホットタブを設立。入浴施設「クアパーク長湯」を大分県竹田市に開設している

## 主な著書
- 『体温を１℃！上げなさい』自由国民社、2020 ISBN 9784426125769